# Provinz Bautista Saavedra
Bautista Saavedra ist eine von zwanzig Provinzen im nordwestlichen Teil des bolivianischen Departamento La Paz. Sie trägt ihren Namen zu Ehren von Bautista Saavedra Mallea (1870–1939), bolivianischer Staatspräsident von 1920 bis 1925.

## Lage
Die Provinz liegt auf dem bolivianischen Altiplano nordöstlich des Titicacasees und grenzt im Nordosten bis Nordwesten an die Provinz Franz Tamayo, im Westen an die Republik Peru, im Südwesten an die Provinz Eliodoro Camacho und im Südosten an die Provinz Muñecas und die Provinz Larecaja.
Die Provinz erstreckt sich zwischen etwa 14° 45' und 15° 20' südlicher Breite und 68° 18' und 69° 12' westlicher Länge, sie misst von Norden nach Süden bis zu 65 Kilometer, von Westen nach Osten bis zu 90 Kilometer.

## Bevölkerung
Die Einwohnerzahl der Provinz Bautista Saavedra ist in den vergangenen drei Jahrzehnten auf mehr als das Doppelte angestiegen:
| Jahr | Einwohner | Quelle       |
| ---- | --------- | ------------ |
| 1992 | 9 995     | Volkszählung |
| 2001 | 11 475    | Volkszählung |
| 2012 | 16 308    | Volkszählung |
| 2024 | 22 277    | Volkszählung |

41,3 Prozent der Bevölkerung sind jünger als 15 Jahre. (1992)
Der Alphabetisierungsgrad in der Provinz beträgt 55,2 Prozent. (1992)
46,6 Prozent der Bevölkerung sprechen Spanisch, 89,3 Prozent sprechen Quechua, und 36,1 Prozent Aymara. (1992)
94,3 Prozent der Bevölkerung haben keinen Zugang zu Elektrizität, 93,3 Prozent leben ohne sanitäre Einrichtung (1992).
89,1 Prozent der Einwohner sind katholisch, 5,7 Prozent sind evangelisch (1992).

## Gliederung
Die Provinz Bautista Saavedra untergliederte sich bei der letzten Volkszählung von 2024 in die folgenden beiden Verwaltungsbezirke (bolivianisch: Municipios):
- 02-1601 Municipio Charazani – 15.854 Einwohner
- 02-1602 Municipio Curva – 6.423 Einwohner

## Ortschaften in der Provinz Bautista Saavedra
- Municipio Charazani
  - Amarete 3304 Einw. – Santa Rosa de Caata 775 Einw. – Charazani 723 Einw. – Chacahuaya 534 Einw. – Chajaya 273 Einw. – Llachuani 167 Einw. – Moroqarqa 121 Einw.

- Municipio Curva
  - Curva 1047 Einw. – Taypi Cañuma 678 Einw. – Caalaya 264 Einw. – Upinhuaya 261 Einw. – Cañisaya 251 Einw.